# Orange Range
Orange Range (jap. オレンジレンジ Orenji Renji) – popularna japońska grupa muzyczna z Okinawy założona w 2001 roku. Styl zespołu można scharakteryzować jako rock alternatywny z rapowanymi wokalizami i popową melodyką.

## Życiorys
W skład Orange Range wchodzi trzech wokalistów: Ryo Miyamori (niski głos), Hiroki Hokama (średni) i Yamato Ganeko (wysoki), gitarzysta Naoto Hiroyama oraz basista Yoh Miyamori. Perkusista Kazuhito „Katchan” Kitao opuścił zespół w 2005 roku. Obecnie gra w grupie KCB. Naoto nagrywa również solo pod pseudonimem delofamilia.
Utwór Orange Range pt. „Viva★Rock ~Japanese Side~” użyty został jako trzeci ending anime Naruto i przyczynił się do popularności tej grupy poza granicami Japonii. Singel „* ~Asterisk~” wykorzystano w anime Bleach (pierwszy opening). Piosenki „O2” oraz „Shiawase Neiro” stanowią odpowiednio temat otwierający i kończący anime Code Geass: Lelouch of the Rebellion R2 (jap. コードギアス 反逆のルルーシュ R2 Kōdo Giasu: Hangyaku no Rurūshu R2).
9 lipca 2008 ukazał się nowy album Orange Range zatytułowany Panic Fancy.

## Skład zespołu

### Obecni członkowie
- Ryo Miyamori – rap, śpiew
- Hiroki Hokama – rap, śpiew
- Yamato Ganeko – rap, śpiew
- Naoto Hiroyama – gitara
- Yoh Miyamori – gitara basowa

### Byli członkowie
- Kazuhito „Katchan” Kitao – perkusja

## Dyskografia

### Albumy
- Orange Ball (2002)
- 1st Contact (2003)
- musiQ (2004)
- Иatural (2005)
- Squeezed (2006)
- Orange Range (2006)
- Panic Fancy (2008)
- World World World (2009)
- Orcd (2010)

### Single
- „Michishirube” (2002)
- „Kirikirimai” (2003)
- „Shanghai Honey” (2003)
- „Viva★Rock” (2003)
- „Rakuyou” (2003)
- „Michishirube ~A Road Home~” (2004)
- „Locolotion” (2004)
- „Chest” (2004)
- „Hana” (2004)
- „* ~Asterisk~” (2005)
- „Love Parade” (2005)
- „Onegai! Señorita” (2005)
- „Kizuna” (2005)
- „Champione” (2006)
- „Un Rock Star” (2006)
- „Sayonara” (2006)
- „Ika Summer” (2007)
- „Ikenai Taiyou” (2007)
- „Kimi Station” (2008)
- „O2” (2008)
- „Shiawase Neiro” (2008)
- „Oshare Banchou feat. Soy Sauce” (2008)
- „Hitomi no Saki ni” (2009)
- „Ya Ya Ya” (2010)

### Kompilacje
- Orange (2007)
- Range (2007)
- Orange Range (2007) – limitowany zestaw zawierający obie powyższe kompilacje
- Ura Shopping (2008)
- All the Singles (2010)

### DVD
- Video la Contact (2004)
- Video de Recital (2005)
- Live musiQ: From Live Tour 005 "musiQ" at Makuhari Messe 2005.04.01 (2005)
- Live Иatural: From Live Tour 005 "Иatural" at Yokohama Arena 2005.12.13 (2006)
- Live Tour 006 „Fantazical” (2007)
- Orange Range Live Tour 008 ~Panic Fancy~ at Budōkan (2009)
- Orange Range Carnival: Haru no Saiten Special (2010)
- Orange Range World World World Tour vs Nagoya ELL (2010)